# غريت بورتلاند ستريت (محطة مترو أنفاق لندن)

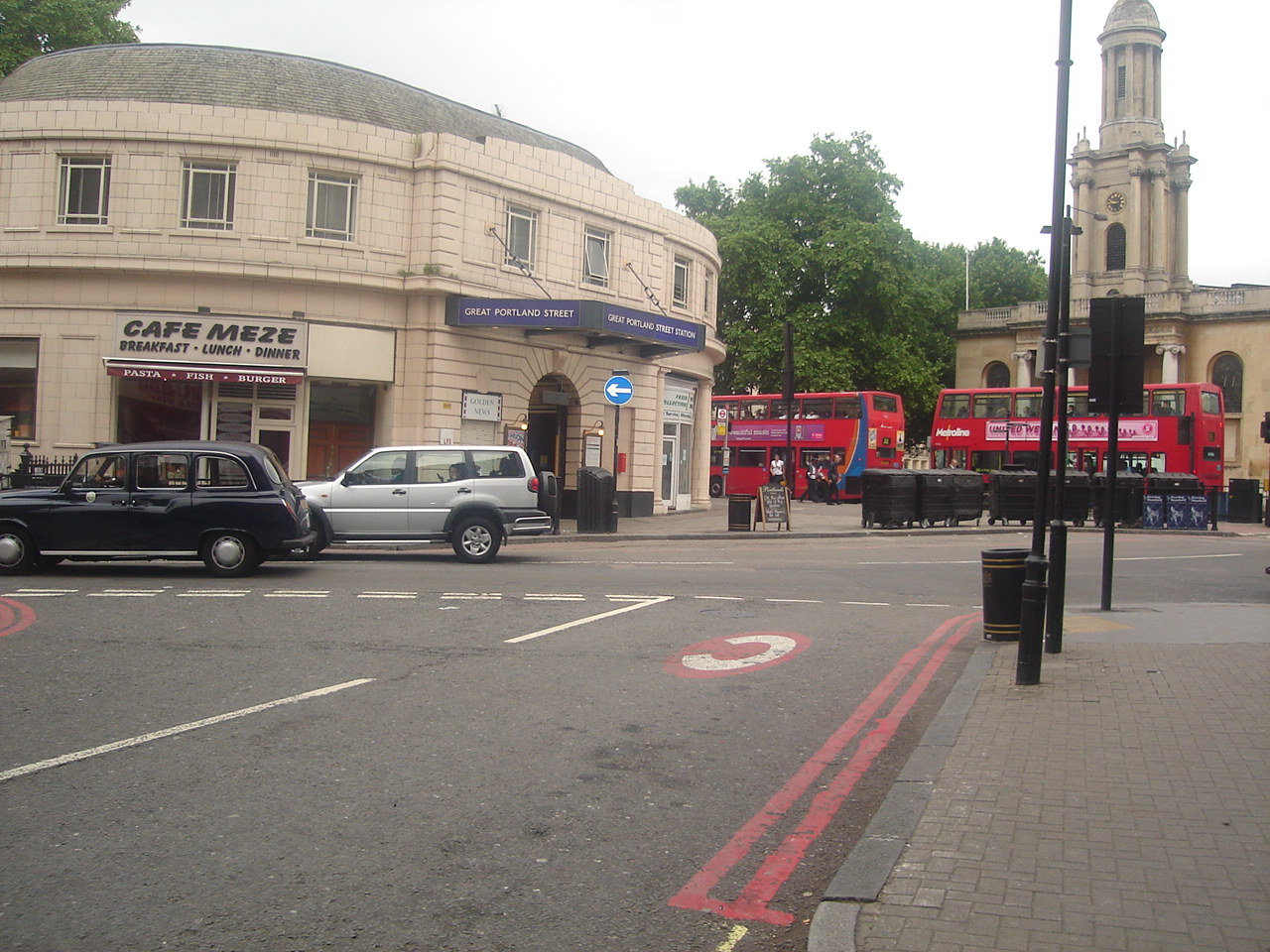

غريت بورتلاند ستريت (بالإنجليزية: Great Portland Street)‏ هي إحدى محطات مترو أنفاق لندن. تقع على خط ميتروبوليتان وسيركيل وهامرسميث وسيتي أفتتحت في المنطقة (Zone) رقم 1 أفتتحت في 10 يناير 1863.